# Красненское сельское поселение (Воронежская область)
Красненское се́льское поселе́ние — муниципальное образование в Панинском районе Воронежской области Российской Федерации.
Административный центр — посёлок Перелёшино.

## История
Статус и границы сельского поселения установлены Законом Воронежской области от 15 октября 2004 года № 63-ОЗ «Об установлении границ, наделении соответствующим статусом, определении административных центров отдельных муниципальных образований Воронежской области».

## Население
| 2000  | 2005  | 2010  | 2012  | 2013  | 2014  | 2015  |
| ----- | ----- | ----- | ----- | ----- | ----- | ----- |
| 3589  | ↗4834 | ↘4769 | ↘4673 | ↘4566 | ↘4489 | ↗4495 |
| 2016  | 2017  | 2018  |       |       |       |       |
| ↘4475 | ↘4431 | ↘4381 |       |       |       |       |

## Состав сельского поселения
| № | Населённый пункт  | Тип населённого пункта          | Население |
| - | ----------------- | ------------------------------- | --------- |
| 1 | Красное           | село                            | ↘248      |
| 2 | Новоалександровка | село                            | ↘230      |
| 3 | Первомайский      | посёлок                         | ↘259      |
| 4 | Перелёшино        | посёлок, административный центр | ↗3964     |
| 5 | Фёдоровка         | посёлок                         | ↘8        |
| 6 | Хитровка          | село                            | ↘60       |